# Моско Москов (археолог)
 Тази статия е за археолога.  За езиковеда вижте Моско Москов.  
Моско Груев Москов е един от първите български археолози, заслужил учител и читалищен деец, историк, писател, преводач, литературен критик, публицист, библиотекар, организатор на туристическото движение. Наричан е „един от последните възрожденци“.

## Биография
Роден е в семейството на Грую Москов и Юца Пенчева. Завършва основно образование в родния си град, а през 1882 г. се дообразова като богослов в семинарията към Петропавловския манастир близо до Лясковец. Допълнително религиозно образовани получава в семинарията в Одеса до 1885 г. Учител е в родния си град от 1885 до 1886 г. Следва курс по литература и социални науки в Женева между 1886 и 1890 г. През 1890 г. е учител в мъжката гимназия в град Русе. От 1892 г. заживява във Велико Търново, където най-напред е учител в Мъжката гимназия „Св. Кирил“, а по-късно вече е директор на Девическата гимназия „Митрополит Климент“. Директор е на основаната по това време Народна библиотека в града от 1921 до 1933 г. Моско Москов взима участие и при възобновяването на дейността на археологическото дружество и музея в Търново.

### Обществена дейност
На проведено на 27 март 1905 г. в училището при църквата „Св. Богородица" при дискусия относно дейността на туристическото дружество, по инициатива на Москов се взима решение за основаване на Археологическо дружество. На заседание на настоятелството на тази организация от 12 февруари 1906 г. се взима решение за провеждане на археологически разкопки на две църкви в старопрестолния град – „Свети Димитър Солунски" и „Свети Четиридесет мъченици".